# Pont del Petit Belt (1970)
El pont del Petit Belt (en danès, Lillebæltsbroen, també anomenat Den nye Lillebæltsbro —"el nou pont del petit Belt") és un pont penjant entre la península de Jutlandia i l'illa de Fiònia, a Dinamarca.
El pont és d'acer, amb dues torres de formigó de 120 m d'altura que divideixen al pont en tres obertures, tenint el central una longitud de 600 m. L'altura màxima pel que fa al nivell del mar és de 44 m.
El pont va ser construït entre 1965 i 1970, per servir d'alleujament al tràfic de l'antic pont del Petit Belt, inaugurat el 1935 i amb únicament dos carrils per a automòbils. El nou pont va ser inaugurat pel rei Frederic IX el 21 d'octubre de 1970.
Amb els seus sis carrils, el nou pont del Petit Belt és part de la xarxa d'autopistes daneses i la ruta europea I20, que a Dinamarca transcórre d'Esbjerg a l'Oresund. De mitjana, és utilitzat diàriament per 44.000 vehicles, la qual cosa ho converteix en un dels ponts més transitats del país. Hi ha un sistema de calefacció que manté la carretera lliure de gel i neu durant l'hivern. No hi ha quota de peatge.

## Galeria d'imatges

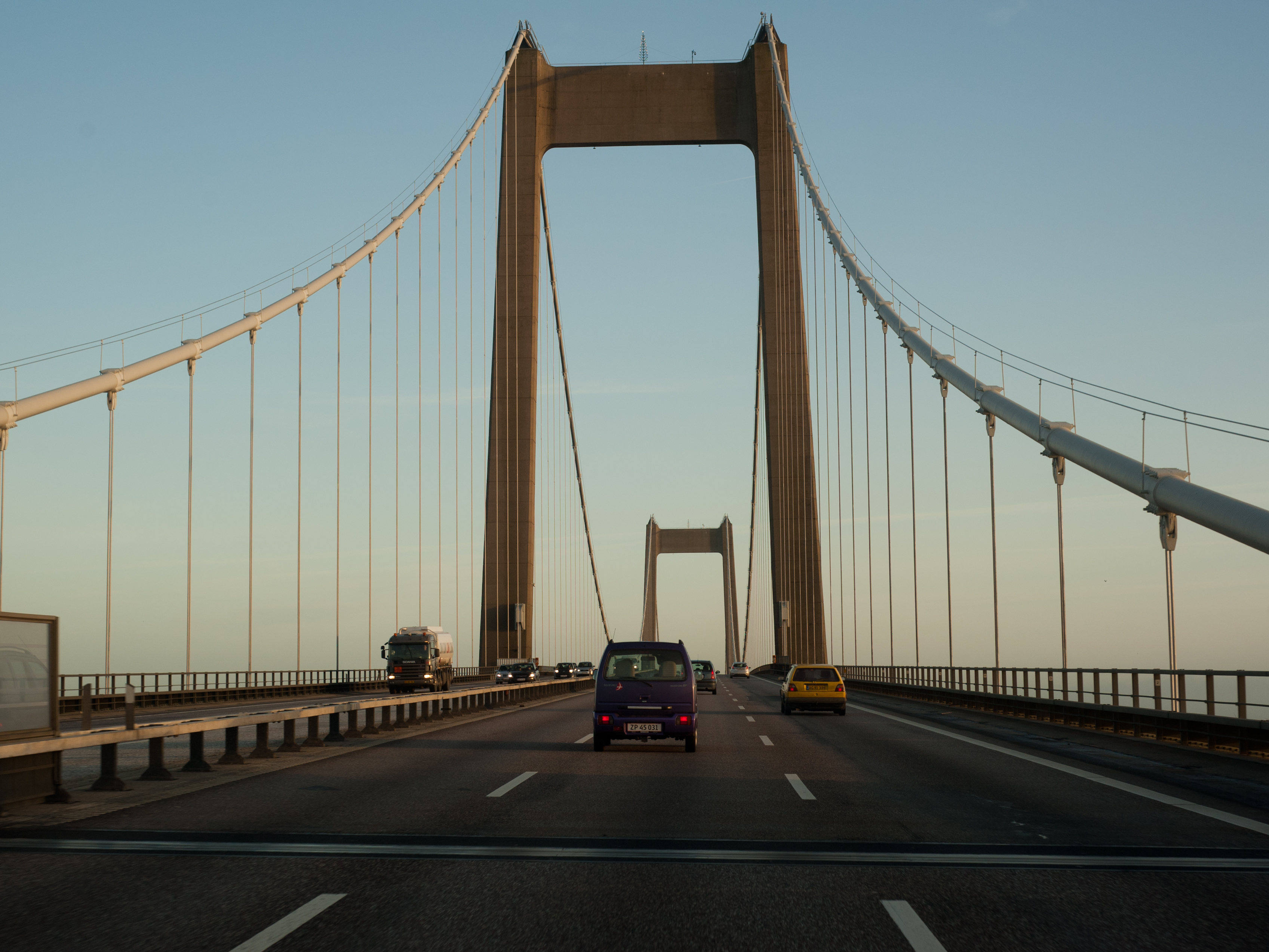
La ruta europea I20 sobre el pont.
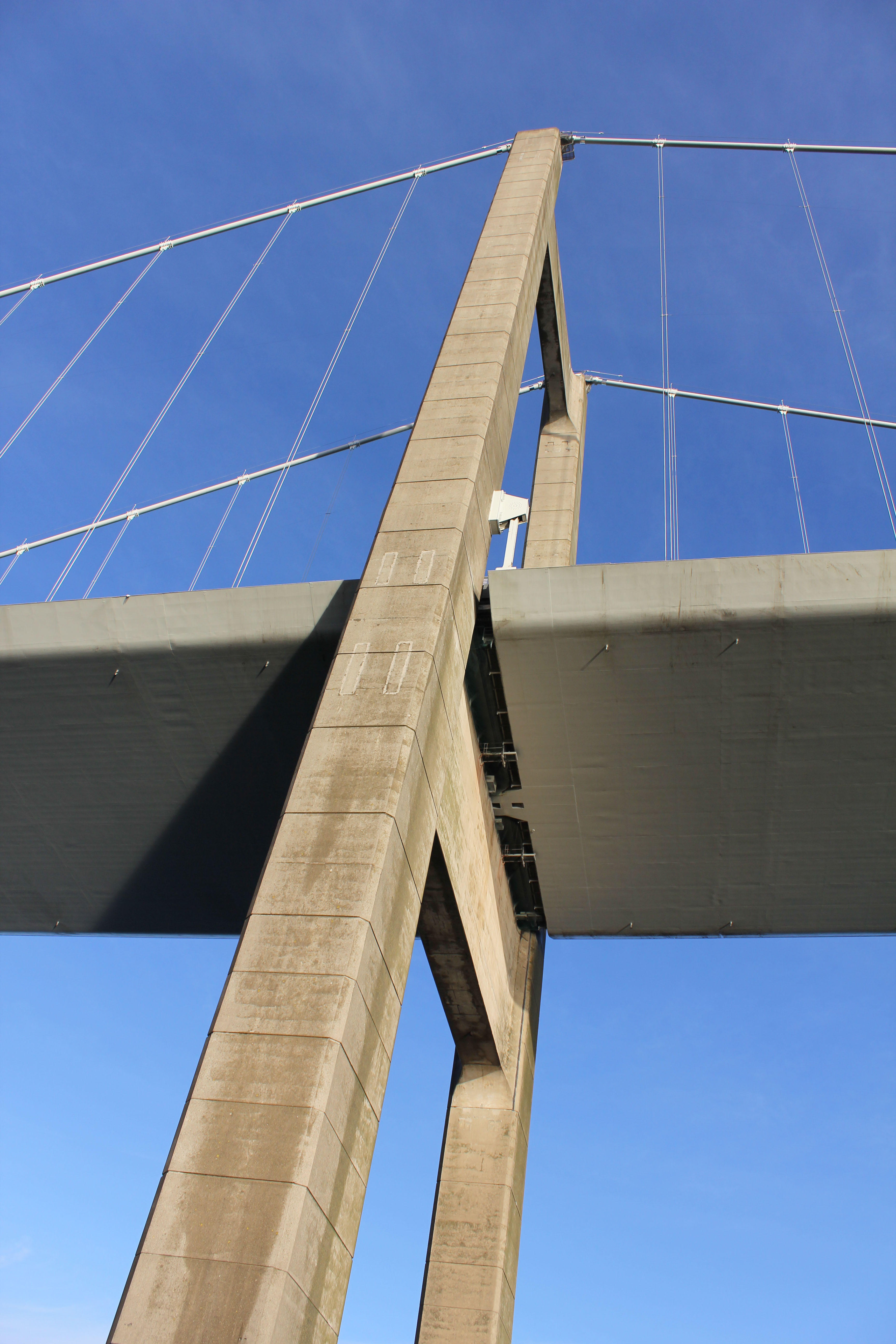
Torre ponent.
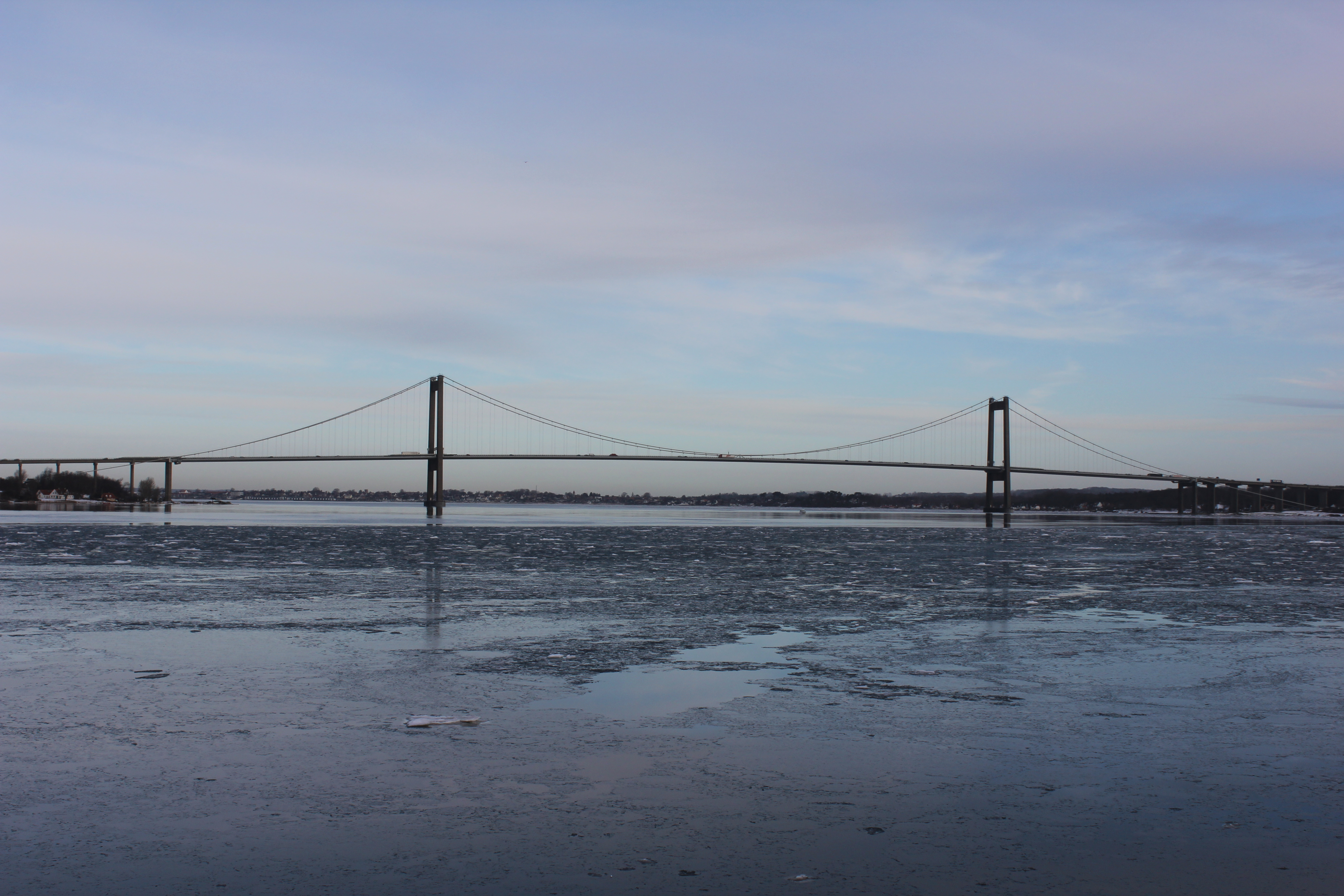
El pont a l'hivern, vist des de Middelfart.